# 吉村萬壱
吉村 萬壱（よしむら まんいち、本名：吉村浩一、1961年2月19日 - ）は、日本の小説家。

## 経歴
愛媛県松山市生まれ、大阪府大阪市・枚方市育ち。大阪府立長尾高等学校、京都教育大学教育学部第一社会科学科卒業。1997年、「国営巨大浴場の午後」で第1回京都大学新聞社新人文学賞受賞。2001年、「クチュクチュバーン」で第92回文學界新人賞受賞。実はプロの小説家になるつもりはなかったが、選考委員の山田詠美に叱咤され、それを覚悟することになる。2003年、「ハリガネムシ」で第129回芥川龍之介賞受賞。大阪府立佐野支援学校に勤めていたが退職する。
「芥川賞の賞味期限は10年しかない」と知り合いの編集者に言われ、退職して作家専業となる。2016年、『臣女』で第22回島清恋愛文学賞受賞。
SFの影響を受けた、退廃的かつ破壊的な作風が特徴。漫画家のTHE SEIJIは双子の弟。

## 作品リスト

### 小説
- 『クチュクチュバーン』2002年8月、文藝春秋、のち文庫　2005年、ISBN 978-4167679477
  - クチュクチュバーン（『文學界』2001年6月号）
  - 人間離れ（『文學界』2001年11月号）
  - 国営巨大浴場の午後（文庫版のみ収録）
- 『ハリガネムシ』2003年8月、文藝春秋、のち文庫、ISBN 978-4167679989
  - ハリガネムシ（『文學界』2003年5月号）
  - 岬行（文庫版のみ収録、『文學界』2004年3月号）
- 『バースト・ゾーン　爆裂地区』（書き下ろし長編）2005年5月、早川書房、のち文庫
- 『ヤイトスエッド』講談社 2009 のち徳間文庫化
  - B39（『文學界』2007年1月号）
  - B39-II（『群像』2007年3月号）
  - イナセ一戸建て
  - 鹿の目
  - ヤイトスエッド
  - 不浄道
- 『独居45』文藝春秋、2009年9月
- 『ボラード病』文藝春秋、2014年6月　のち文庫
- 『臣女』徳間書店、2014年12月　のち文庫
- 『虚ろまんてぃっく』文藝春秋 2015
  - 行列／夏の友／虚ろまんてぃっく／家族ゼリー／コップ2030／樟脳風味枯木汁／大穴（ダイアナ）／希望／歯車の音／大きな助け
- 『回遊人』徳間書店　2017　のち文庫
- 『前世は兎』集英社  2018
  - 前世は兎／夢をクウバク／宗教／沼／梅核／真空土練機／ランナー
- 『出来事』鳥影社 2019
- 『流卵』河出書房新社　2020
- 『死者にこそふさわしいその場所』文藝春秋　2021
- 『CF』 徳間書店　2022
- 『みんなのお墓』 徳間書店  2024

#### 単行本未収録作品
- 居候（『群像』2005年7月号）
- 指定席（『小説現代』2007年1月号）
- 深海巡礼（『小説現代』2007年6月号）

### エッセイ他
- 『生きていくうえで、かけがえのないこと』亜紀書房 2016
- 『流しの下のうーちゃん』（漫画作品）文藝春秋　2016
- 『うつぼのひとりごと』亜紀書房　2017
- 『哲学の蝿』創元社　2021
- 『萬に壱つ (まんにひとつ)』 あゆみ書房  2023